# امادورس
امادورس (به اسپانیایی: Amadores) یک منطقهٔ مسکونی در آرژانتین است که در ایالت کاتامارکا واقع شده‌است.